# Fosshagenia suarezi
Fosshagenia suarezi is een eenoogkreeftjessoort uit de familie van de Fosshageniidae. De wetenschappelijke naam van de soort is voor het eerst geldig gepubliceerd in 2004 door Fosshagen & Iliffe.